# مار موش‌خوار غربی
مار موش‌خوار غربی (نام علمی: Pantherophis obsoletus) شناخته‌شده با نام‌های مار موش‌خوار تکزاس، مار موش‌خوار سیاه یا مار سیاه پیلوت نام یک گونه از تیره قمچه‌ماران است.